# Luís Benvenuti
Luís Benvenuti (São Paulo,  — , ) foi um jogador de basquetebol brasileiro.
Algumas fontes indicam que Benvenuti, assim como Guilherme Rodrigues, participou dos Jogos Olímpicos de Verão de 1948, em Londres, integrando a equipe que conquistou uma medalha de bronze, a primeira em esportes coletivos para o Brasil em uma Olimpíada. Porém a Confederação Brasileira de Basketball (CBB) não os cita como medalhistas e seu status, assim como detalhes de suas carreiras como esportistas são obscuros. Alberto Marson, último integrante a falecer que integrou a equipe que ganhou o bronze na Londres 1948, também não os cita numa reportagem da Tribuna da Bahia, publicada em 1 de março de 2016.
A principal explicação para este fato talvez se deva pelo fato de Benvenuti e Guilherme serem convocados como suplentes e na época apenas 10 jogadores de cada equipe entravam em quadra como titulares e reservas diretos e em nenhuma partida houve a necessidade da escalação dos suplentes.